# NGC 124
NGC 124 је спирална галаксија у сазвежђу Кит која се налази на NGC листи објеката дубоког неба.
Деклинација објекта је - 1° 48' 37" а ректасцензија 0h 27m 52,3s. Привидна величина (магнитуда) објекта NGC 124 износи 13,1 а фотографска магнитуда 13,8. NGC 124 је још познат и под ознакама UGC 271, MCG 0-2-38, CGCG 383-18, IRAS 00253-0205, PGC 1715.